# Apogon margaritophorus
Apogon margaritophorus е вид лъчеперка от семейство Apogonidae. Видът е незастрашен от изчезване.

## Разпространение и местообитание
Разпространен е в Австралия, Индонезия, Малайзия, Папуа Нова Гвинея, Соломонови острови и Филипини.
Среща се на дълбочина от 1 до 5 m, при температура на водата около 28,1 °C и соленост 34,1 ‰.

## Описание
На дължина достигат до 6,5 cm.